# Молебный Камень
Молебный Камень — горный хребет в России, расположенный на границе Ивдельского городского округа Свердловской области и Красновишерского района Пермского края.

## Географическое положение
Направление хребта субмеридиональное (с севера на юг), длина 22 километра — от истоков рек Большая Тошемка и Вижай (правых притоков реки Лозьва) до истоков реки Велс (левого притока реки Вишера). Он расположен к северо-востоку от горы Ишерим, к востоко-юго-востоку от хребта Муравьиный Камень. Наибольшая ширина хребта 7 километров, в северной части. По хребту проходит часть водораздела между бассейнами Камы и Оби. В Пермском крае хребет находится на территории Вишерского заповедника. В 25 километрах к востоку от Молебного камня расположен заброшенный посёлок Тохта.

## Главные вершины
Ойкачахл (1322,4 метра) — высшая вершина хребта, в 8 километрах к югу от неё Эквачахл (1290,1 метра).

## Описание
До высоты 800 метров зона леса, где склоны хребта покрыты пихтово-еловыми с кедром лесами. Выше зоны леса хребет покрыт курумами с берёзовым криволесьем и тундрой. На северо-восточных склонах есть следы карового и карово-долинного оледенения.

## Топоним
Название хребта произошло от мансийского названия Ялпынг-Нёр, означающего святой камень, молебный камень; иногда с уточнением Али-Ялпынг-Нёр, то есть южный святой камень, поскольку этот ороним у манси используется и в других местностях.